# مواسم الحب
مواسم الحب  مسلسل تلفزيوني عراقي أنتج سنة 1993. من تأليف الكاتب العراقي الراحل فاروق محمد ومن إخراج وبطولة الفنان العراقي حسن حسني. مدير تصوير العمل محمد حسن والمونتاج حيدر محمد علي والموسيقى التصويرية سهيل شوقي.

## قصة العمل
تنشأ علاقة رومانسية بين هدى (شذى سالم) ونبيل (حسن حسني) وتتطور العلاقة إلى حب جارف بين الإثنين إلى أن تأتي اللحظة التي تكتشف فيها هدى أن نبيل متزوجا من امرأة أخرى (تؤدي دورها آسيا كمال) ولديه أطفال منها فتصاب بالإحباط والمرض وتشعر بالخديعة وتقرر ترك هذه العلاقة إلى الأبد في مسار درامي مثير يتخلله الكثير من الأحداث المتشابكة والمثيرة.

## طاقم التمثيل

### الممثلون
- حسن حسني
- شذى سالم
- آسيا كمال
- سليمة خضير
- حكيم جاسم
- إقبال نعيم
- سمر محمد
- سامي السراج
- شعاع
- ريكاردوس يوسف
- حياة حيدر
- ستار خضير
- مي جمال
- جعفر السعدي
- زهير محمد رشيد
- أنور عباس
- سناء سليم
- سلام داغر
- حسين سلمان
- بشار طعمة